# Bas le masque
Pour plus de détails, voir Fiche technique et Distribution.
Bas le masque (Behind the Evidence) est un film américain en noir et blanc réalisé par Lambert Hillyer, sorti en 1935. 

## Synopsis
Tony Sheridan est un célèbre globe-trotter millionnaire qui a récemment perdu sa fortune en bourse. Il accepte un poste de journaliste mondain pour le Daily Herald et se retrouve bientôt à protéger son ancienne petite, Ruth Allen, de son louche fiancé Ward Cameron et sa bande. Le rédacteur en chef de Tony, J.T. Allen, considère le jeune parvenu comme un enquiquineur, jusqu'à ce que Tony résolve une série de vols déroutants.

## Fiche technique
- Titre original : Behind the Evidence
- Réalisation : Lambert Hillyer
- Scénario : Harold Shumate (en)
- Photographie : Henry Freulich
- Montage : Richard Cahoon
- Société de production et de distribution : Columbia Pictures
- Pays de production :  États-Unis
- Langue originale : anglais américain
- Format : noir et blanc — 35 mm — 1,37:1 — son : mono (Western Electric Noiseless Recording)
- Genre : policier
- Durée : 70 min
- Dates de sortie : 
  - États-Unis : 8 janvier 1935
  - France : 31 mai 1935

## Distribution
- Norman Foster : Tony Sheridan
- Sheila Bromley : Ruth Allen
- Donald Cook : Ward Cameron
- Geneva Mitchell : Rita Sinclair
- Samuel S. Hinds : J.T. Allen, rédacteur en chef du journal
- Frank Darien (en) : Herbert
- Pat O'Malley : le lieutenant de police James
- Gordon De Main : capitaine Graham
- Edward Keane (actor) (en) : Hackett
- Lucille Ball : secrétaire